# 島鼴屬
島鼴屬（島鼴），哺乳綱、食蟲目 、鼴科的一屬，而與島鼴屬（島鼴）同科的動物尚有北美鼩鼴屬（北美鼩鼴）、毛尾鼴屬（毛尾鼴）、缺齒鼴屬（缺齒鼴）、東方鼴屬（巨鼴）等之數種哺乳動物。